# St. Johannes der Täufer (Ohrenbach)

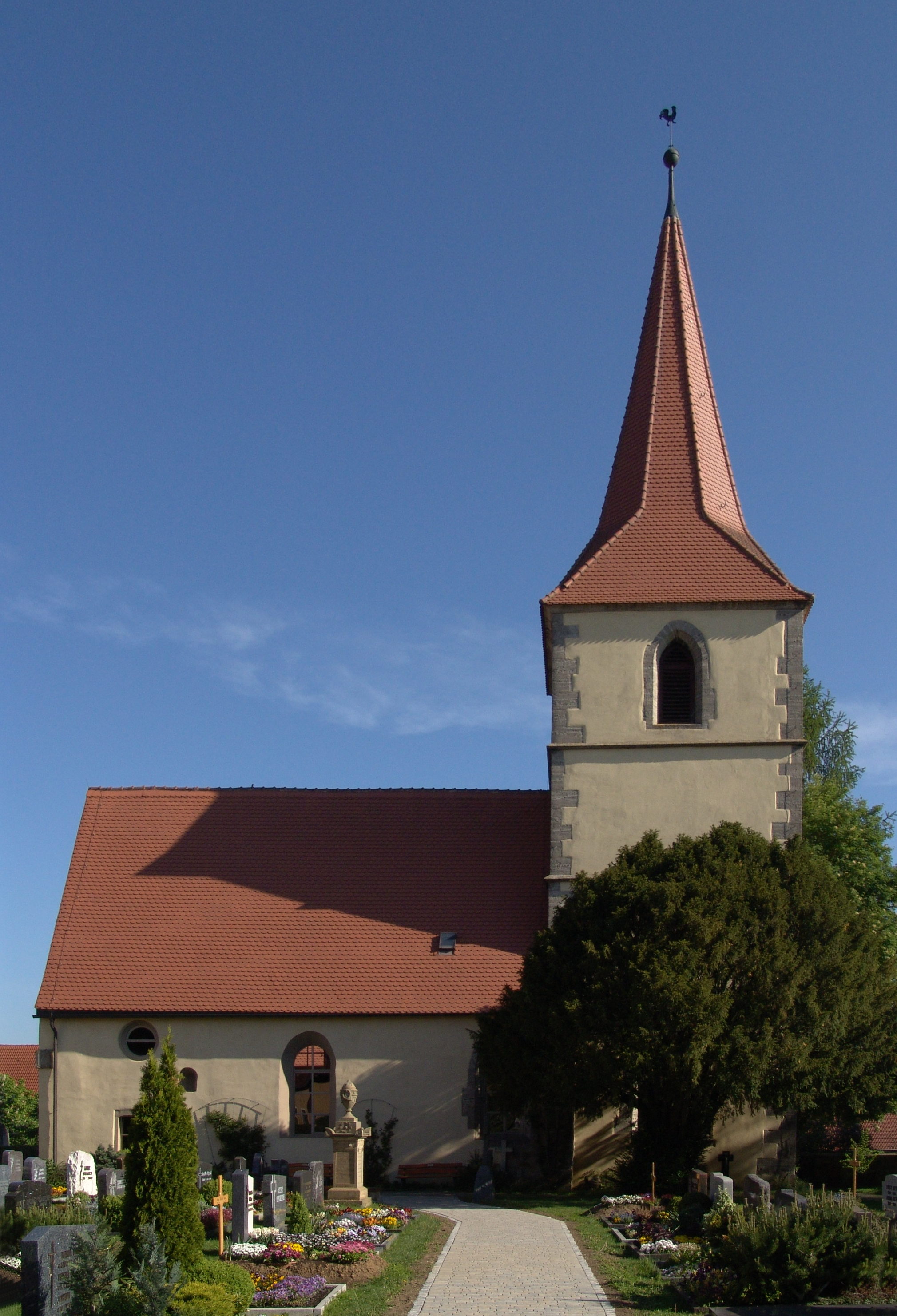
St. Johannes der Täufer in Ohrenbach

Die denkmalgeschützte, evangelische Pfarrkirche St. Johannes der Täufer steht in Ohrenbach, einer Gemeinde im Landkreis Ansbach (Mittelfranken, Bayern). Die Kirche ist unter der Denkmalnummer D-5-71-188-5 als Baudenkmal in der Bayerischen Denkmalliste eingetragen. Die Kirchengemeinde gehört zum Dekanat Rothenburg ob der Tauber im Kirchenkreis Ansbach-Würzburg der Evangelisch-Lutherischen Kirche in Bayern.

## Beschreibung
Das mit einem Satteldach bedeckte Langhaus stammt im Kern aus dem Hochmittelalter. Statt des ursprünglichen Kirchturms im Westen wurde 1599–1602 im Osten der viergeschossige, mit Ecksteinen versehene und mit einem achtseitigen Knickhelm bedeckte Chorturm angefügt, dessen oberstes Geschoss die Glockenstuhl mit drei Kirchenglocken beherbergt. An seiner Nordwand wurde 1769 die Sakristei angebaut. 
Der Innenraum des Chors, d. h. das Erdgeschoss des Chorturms, ist mit einem Kreuzrippengewölbe überspannt. Der Schlussstein zeigt das Rothenburger Wappen. Die Konsolen, auf denen die Gewölberippen beginnen, sind ebenfalls mit Wappen belegt. Das mit Emporen an den Längsseiten ausgestattete Langhaus ist mit einer Kassettendecke überspannt.